# Biografielijst Sj

## Sja

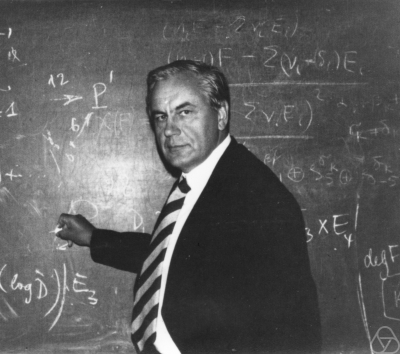
Igor Rostislavovitsj Sjafarevitsj

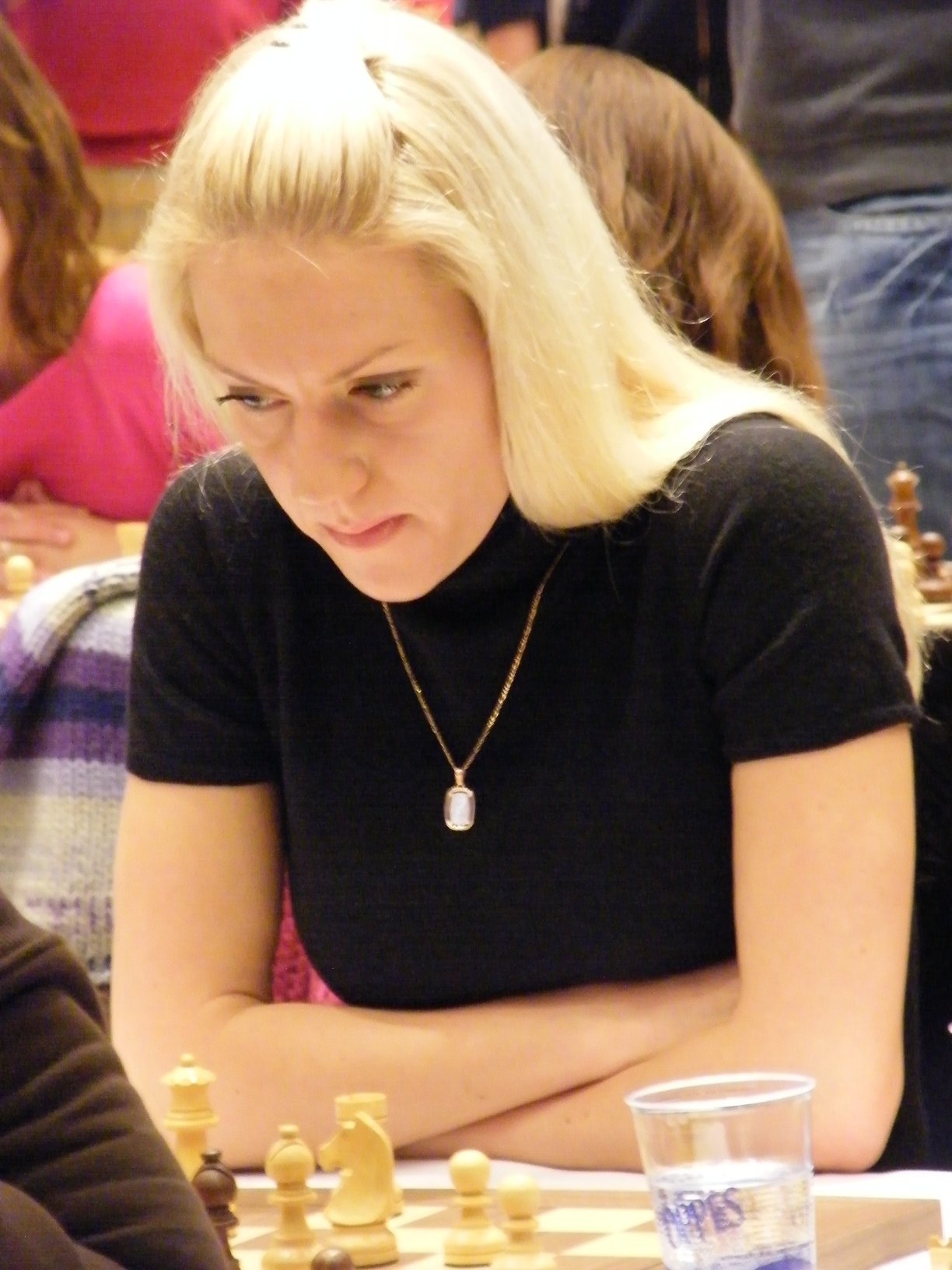
Anna Sjarevitsj

- Sjaak, pseudoniem van Mehdi Chafi, (1985), Nederlands rapper van Marokkaanse komaf
- Maxim Andrejevitsj Sjabalin (1982), Russisch kunstschaatser
- Alla Sergejevna Sjabanova (1982), Russisch langebaanschaatsster
- Boris Anfianovitsj Sjachlin (1932-2008), Oekraïens turner
- André René de Normandie s’Jacob (1921-1945), Nederlands student en verzetsstrijder
- Cornelia Elizabeth (Elizabeth) s'Jacob-Visser (1908-1987), Nederlands classicus en hoogleraar
- Eduard Herman s'Jacob (1827-1912), Nederlands bestuurder en politicus
- Frederik Bernard s'Jacob (1850-1935), Nederlands ingenieur en politicus
- Frederik s'Jacob (1822-1901), Nederlands gouverneur-generaal van Nederlands-Indië (1881-1884)
- Hendrik Laurentius (Hans) s'Jacob (1906-1967), Nederlands politicus
- Herman Theodoor s'Jacob (1869-1950), Nederlands politicus
- Herman Theodoor s'Jacob (1883-1962), Nederlands grootgrondbezitter
- Vladimir Sjadrin (1948-2021), Sovjet-Russisch ijshockeyer
- Igor Rostislavovitsj Sjafarevitsj (1923-2017), Sovjet- en Russisch wiskundige
- Pjotr Pavlovitsj Sjafirov (1670-1739), Russisch staatsman
- Movsja Zacharovitsj Sjagal, bekend als Marc Chagall, (1887-1985), Frans kunstschilder van Wit-Russische komaf
- Mohammad Sjah Kadjar (1808-1848), Azerbeidzjaans edelman en sjah van Perziè
- Mohammed Nadir Sjah (1883-1933), Koning van Afghanistan
- Mohammed Zahir Sjah (1914-2007), Sjah van Afghanistan
- Jalal ad-Dawlah Malik Sjah I (11e eeuw), sultan van de Seltsjoeken
- Soetan Sjahrir (1909-1966), Indonesisch politicus en premier
- Mintimer Sjaripovitsj Sjajmiejev (1937), Tataars politicus en premier
- Paul Ronald Sjak Shie (1929-2006), Surinaams politicus en rechtsgeleerde
- Varlam Tichonovitsj Sjalamov (1907-1982), Russisch dissident en schrijver
- Nikita Sjalaoerov (+1764), Russisch handelaar en zeevaarder
- Valeri Sjalimov (1960), Oekraïens schaker
- Gilad Sjalit (1986), Israëlisch militair
- Fjodor Ivanovitsj Sjaljapin (1873-1938), Russisch operazanger en bas
- Jevgeni Sjaloenov (1992), Russisch wielrenner
- Sjamil (1797-1871), Avaars politiek en religieus leider
- Leonid Aleksandrovitsj Sjamkovitsj (1923-2005), Russisch-Israëlisch-Amerikaans schaker
- Vasili Ivanovitsj Sjandybin (1941-2009), Russisch metaalbewerker en politicus
- Pjotr Petrovitsj Semjonov-Tjan-Sjanski (1827-1914), Russisch geograaf en statisticus
- Joeri Alexandrovitsj Sjaporin (1887-1966), Russisch componist en muziekpedagoog
- Viktor Aleksandrovitsj Sjapovalov (1965), Russisch autocoureur
- Maria Joerjevna Sjarapova (1987), Russisch tennisspeelster
- Kristine Sjarasjidze (1887-1973), Georgisch historica, letterkundige en politica
- Anna Sjarevitsj (1985), Wit-Russisch schaakster
- Amir Sjarifoeddin Harahap (1907-1948), Indonesisch politicus en minister-president
- Ariël Sjaron, geboren als Ariel Scheinermann, (1928-2014), Israëlisch generaal en politicus (o.a. premier)
- Joeri Sjarov (1939-2021), Sovjet-Russisch schermer
- Roman Sergejevitsj Sjaronov (1976), Russisch voetballer
- Aleksandre Sjarvasjidze (1867-1968), Abchazisch-Georgisch kunstschilder, scenograaf, illustrator en kunsthistoricus
- Viktor Sjasjerin (1962), Russisch langebaanschaatser
- Vladimir Aleksandrovitsj Sjatalov (1927), Russisch kosmonaut
- Jekaterina (Katja) Sjatnaja (1979), Kazachs triatlete
- Oleg Aleksandrovitsj Sjatov (1990), Russisch voetbalspeler
- Sven Maurice Lie Khjong Sjauw Koen Fa (ca. 1969), Surinaams bestuurder
- Lasja Sjavdatoeasjvili (1992), Georgisch judoka
- Robert Michajlovitsj Sjavlakadze (1933), Sovjet-Russisch atleet

## Sje

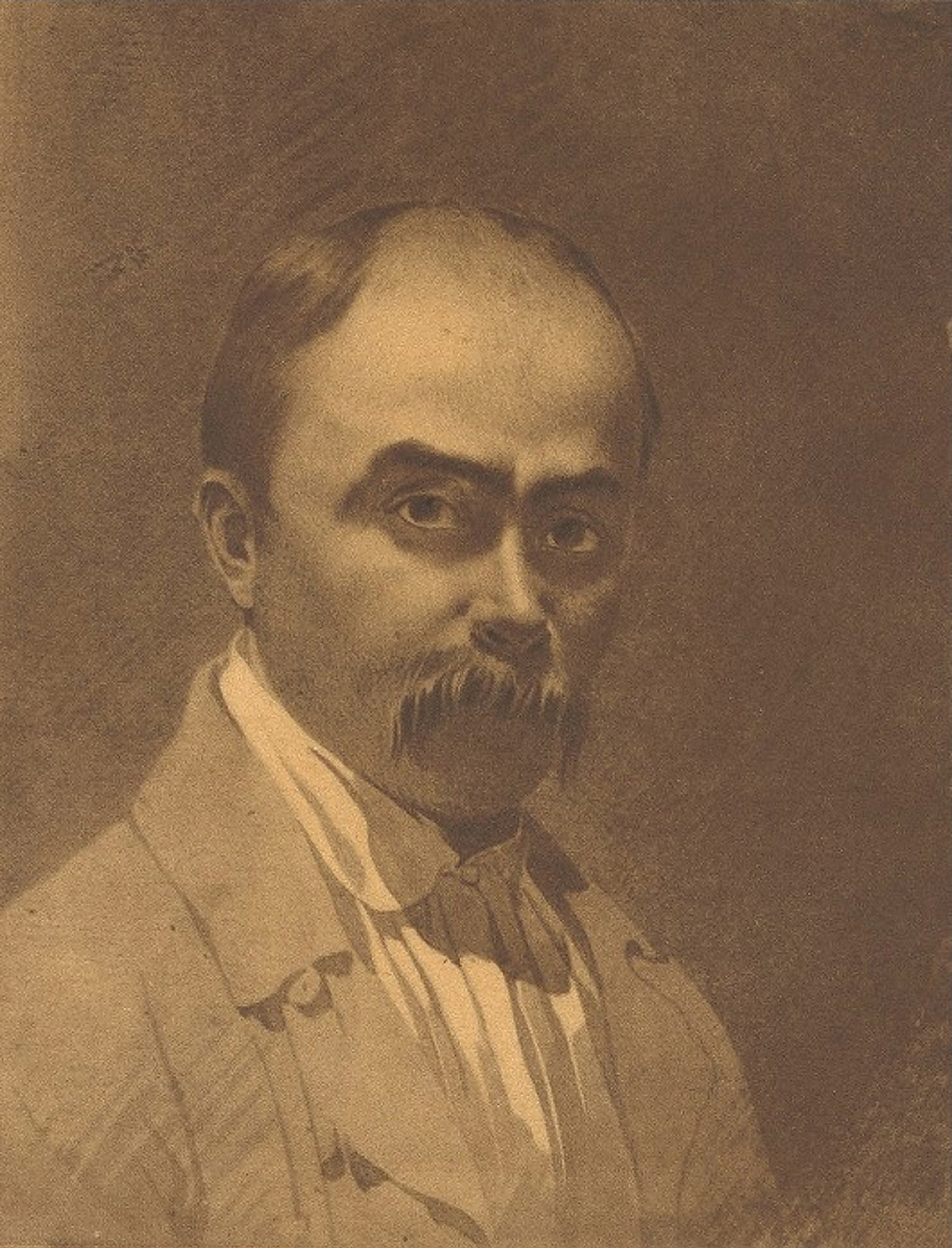
Taras Sjevtsjenko (zelfportret ca. 1852)

- Vissarion Yakovlevitsj Sjebalin (1902-1963), Russisch componist
- Aleksandr Sjefer (1971), Kazachs wielrenner
- Petro Joechymovytsj Sjelest (1908-1996), Oekraïens politicus
- Grigorij Ivanovitsj Sjelichov (1747-1795), Russisch onderzoeker, zeevaarder, industrieel en bonthandelaar
- Tatjana Alexandrovna Sjemjakina (1987), Russisch snelwandelaarster
- Eldar Sjengelaia (1933-2025), Georgisch filmregisseur en politicus
- Dmitri Sergejevitsj Sjepel (1977), Russisch schaatser
- Larisa Jefimovna Sjepitko (1938-1979), Russisch filmregisseuse
- Boris Petrovitsj Sjeremetev (1652-1719), Russisch diplomaat, admiraal en edelman
- Solomon Veniaminovitsj Sjeresjevski (1886-1958), Russisch journalist
- Bastiaan Sjerp (1914-1984), Nederlands militair en vliegenier
- Vadim Gabrielevitsj Sjersjenevitsj (1893-1942), Russisch schrijver en dichter
- Vladimir Sjerstjuk (1986), Kazachs schaatser
- Sjesjonq VI (8e eeuw v.Chr.), Egyptisch farao
- Joevan Nikolajevitsj Sjestalov (1937-2011), Mansisch schrijver
- Lev Isaakovitsj Sjestov, geboren als Jehoeda Lejb Schwarzmann, (1866-1938), Oekraïens-Russisch filosoof
- Dimitri Sjevardnadze (1885-1937), Georgisch kunstschilder, fotograaf, kunstverzamelaar en intellectueel
- Edoeard Ambrosievitsj Sjevardnadze (1928-2014), Georgisch politicus en president van Georgië (1995-2003)
- Andrij Mykolajovytsj Sjevtsjenko (1976), Oekraïens voetballer
- Taras Sjevtsjenko (1814-1861), Russisch schrijver, dichter, kunstschilder, tekenaar en humanist
- Valentyna Semenivna Sjevtsjenko (1975), Oekraïens langlaufster
- Svjatoslav Sjevtsjoek (1970), Oekraïens geestelijke en grootaartsbisschop van de Oekraïens-Katholieke Kerk
- Vjatsjeslav Anatolijovitsj Sjevtsjoek (1979), Oekraïens voetballer
- Ljoedmila Ivanovna Sjevtsova (1934), Sovjet-Russisch atlete

## Sji

Ivan Sjisjkin

- Jekaterina Vladimirovna Sjichova (1985), Russisch langebaanschaatsster
- Vladimir Sergejevitsj Sjilikovski (1933-1987), Sovjet-Russisch schaatser
- Boris Arsenevitsj Sjilkov (1927), Russisch langebaanschaatser
- Anton Vladimirovitsj Sjipoelin (1987), Russisch biatleet
- Roman Nikolajevitsj Sjirokov (1981), Russisch voetballer
- Aleksej Sjirov (1972), Spaans schaker van Letse komaf
- Olga Sjisjigina (1968), Kazachs atlete
- Ivan Ivanovitsj Sjisjkin (1832-1898), Russisch kunstschilder
- Michaïl Pavlovitsj Sjisjkin (1961), Russisch schrijver

## Sjk
- Viktor Borisovitsj Sjklovski (1893-1984), Russisch schrijver
- Svetlana Sjkolina (1986), Russisch atlete
- Vasili Sjkondin, Russisch uitvinder
- Ljoedmila Sjkrebneva, bekend als Ljoedmila Alexandrovna Poetina, (1958), Russisch presidentsvrouw
- Sjkvarno (ca. 1230-ca. 1269), Vorst van Galicië-Wolynië

## Sjl
- Joeri Aleksandrovitsj Sjljapin (1932-2009), Russisch waterpolospeler

## Sjm
- Mykola Sjmatko (1943-2020), Oekraïens beeldhouwer en kunstschilder
- Ivan Sergejevitsj Sjmeljov (1873-1950), Russisch schrijver

## Sjo

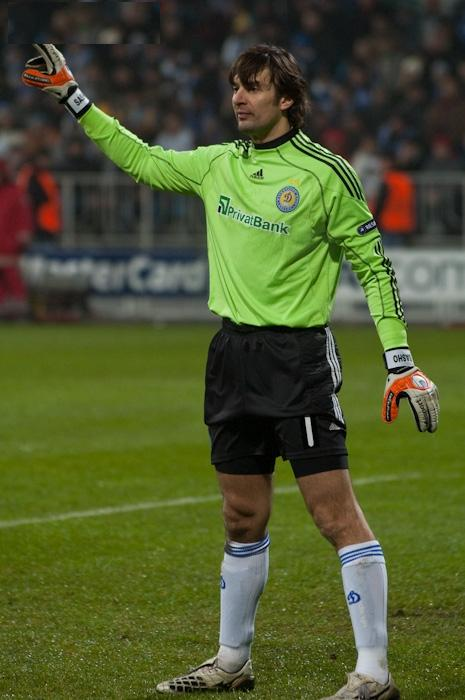
Oleksandr Sjovkovskyj

- Patrik Sjöberg (1965), Zweeds atleet
- Johanna Sjöberg (1978), Zweeds zwemster
- Kristian Henrik Rudolf (Henrik) Sjöberg (1875-1905), Zweeds arts, atleet en turner
- Nils Lorens Sjöberg (1754-1822), Zweeds dichter en expeditiesecretaris
- Sven Erik Alf (Alf) Sjöberg (1903-1980), Zweeds filmregisseur
- Lilia Sjoboechova (1977), Russisch atlete
- Amund Martin Sjøbrend (1952), Noors langebaanschaatser
- Gudrun Sjödén (1941), Zweeds modeontwerpster
- Maria Sjoebina (1930-2025), Sovjet-Russisch kanovaarster
- Vladimir Grigorjevitsj Sjoechov (1853-1939), Russisch ingenieur, architect, natuurkundige en uitvinder
- Vasili Ivanovitsj Sjoejski, bekend als Vasili IV van Rusland, (1552-1612), Tsaar van Rusland (1606-1610)
- Dmitri Vladislavovitsj Sjoekov (1975), Russisch-Nederlands voetballer
- Vasili Makarovitsj Sjoeksjin (1929-1974), Russisch acteur, filmregisseur en schrijver
- Vasili Vitaljevitsj Sjoelgin (1878-1976), Russisch politicus
- Jekaterina Sjoemilova (1986), Russisch biatlete
- Margriet Sjoerdsma (1983), Nederlands zangeres en songwriter
- Sjoerd Wiemer Sjoerdsma (1981), Nederlands politicus
- Svetlana Sjoerova-Bojko (1966), Sovjet-Russisch langebaanschaatsster
- Stanislaw Stanislavovitsj Sjoesjkevitsj (1934–2022), Wit-Russisch wis- en natuurkundige
- Jelena Sjoesjoenova (1969-2018), Russisch turnster en sportorganisator
- Emil Sjögren (1853-1918), Zweeds componist en organist
- Henrik Samuel Conrad Sjögren (1899-1986), Zweeds oogarts
- Nils Axel Gustav Sjögren (1894-1952), Zweeds beeldhouwer
- Joel Sjöholm (1985), Zweeds golfspeler
- Marie Helen (Helen) Sjöholm (1970), Zweeds zangeres, actrice en musicalartieste
- Sergej Koezjoegetovitsj Sjojgoe (1955), Russisch politicus en militair
- Joeli Michajlovitsj Sjokalski (1856-1940), Sovjet-Russisch geograaf, oceanograaf en cartograaf
- Patrik Sjöland (1971), Zweeds golfspeler
- Hilda Sjölin (1835-1915), Zweeds fotografe
- Johan Sybo (Joop) Sjollema (1900-1990), Nederlands illustrator, aquarellist, monumentaal kunstenaar, wandschilder, kunstschilder, glazenier, tekenaar, keramist en boekbandontwerper
- Michail Aleksandrovitsj Sjolochov (1905-184), Russisch romanschrijver
- Henrik Daniel (Daja) Sjölund (1983), Fins voetballer
- Haagse Sjonnie, pseudoniem van John Waldschmit, (1960), Nederlands eigenaar van een coffeeshop, heftruckchauffeur, koerier, voetbalhooligan en beroepswerkeloze
- Sjosjenq I (10e eeuw v.Chr.), Egyptisch farao
- Heqakheperre Sjosjenq II (9e eeuw v.Chr.), Egyptisch farao
- Sjosjenq III, Egyptisch farao
- Sjosjenq VI (8e eeuw v.Chr.), Egyptisch farao
- Dmitri Dmitrijevitsj Sjostakovitsj (1906-1975), Russisch componist en pianist
- Lars Sjösten (1941-2011), Zweeds componist en pianist
- Tore Sjöstrand (1921-2011), Zweeds atleet
- Sarah Frederica Sjöström (1993), Zweeds zwemster
- Victor David Sjöström (1879-1960), Zweeds acteur en filmregisseur
- Oleksandr Sjovkovskyj (1975), Oekraïens voetballer
- Maj Sjöwall (1935-2020), Zweeds journalist en schrijver

## Sjp

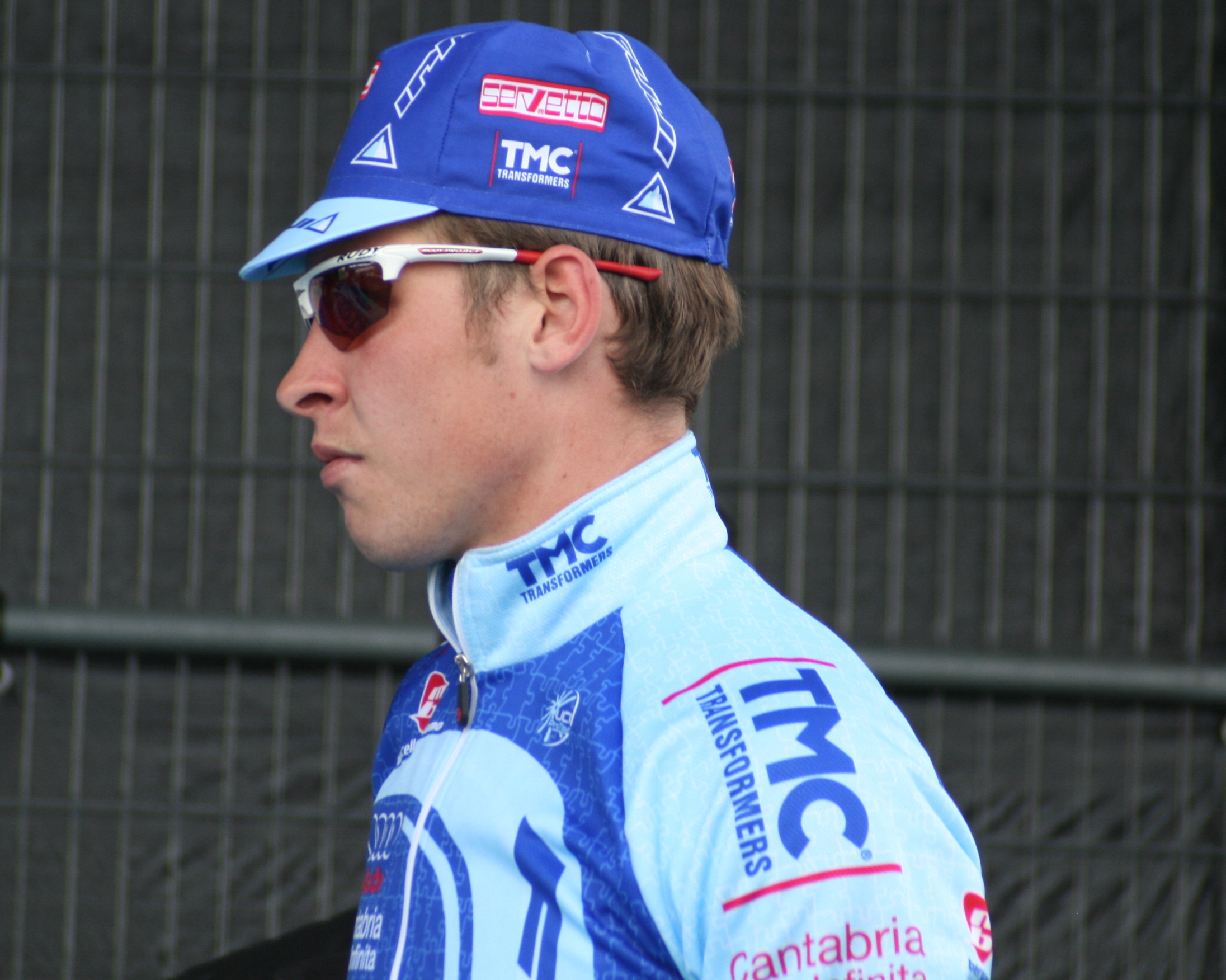
Boris Sjpilevski (2009)

- Boris Sjpilevski (1982), Russisch wielrenner

## Sjt
- Sergej Sjtanjoek (1973), Wit-Russisch voetballer
- Boris Vladimirovitsj Sjtjoermer (1848-1917), Russisch politicus
- Anatoli Borisovitsj Sjtsjaranski, bekend als Natan Sharansky, (1948), Russisch dissident, later Israëlisch schrijver en politicus
- Aleksej Sjtsjebelin (1981), Russisch wielrenner en ploegleider
- Rodion Konstantinovitsj Sjtsjedrin (1932), Russisch componist en pianist
- Vladimir Sjtsjekoenov (1987), Russisch wielrenner
- Georgi Michailovitsj Sjtsjennikov (1991), Russisch voetbalspeler
- Michail Sjtsjennikov (1967), Russisch snelwandelaar
- Aleksandr Sergejevitsj Sjtsjerbakov (1901-1945), Sovjet-Russisch schrijver en dichter
- Anna Sjtsjerbakova (2004), Russisch kunstschaatsster
- Vladimir Vladimirovitsj Sjtsjerbatsjov (1889-1952), Russisch componist
- Fjodor Ippolitovitsj Sjtsjerbatskoj (1866-1942), Russisch Indiakundige en logicus
- Volodymyr Vasyljovytsj Sjtsjerbytsky (1918-1990), Oekraïens politicus
- Anna Ivanovna Sjtsjetinina (1908-1999), Russisch kapitein
- Vjatsjeslav Ivanovitsj Sjtsjogoljev (1940), Russisch dammer

## Sjv

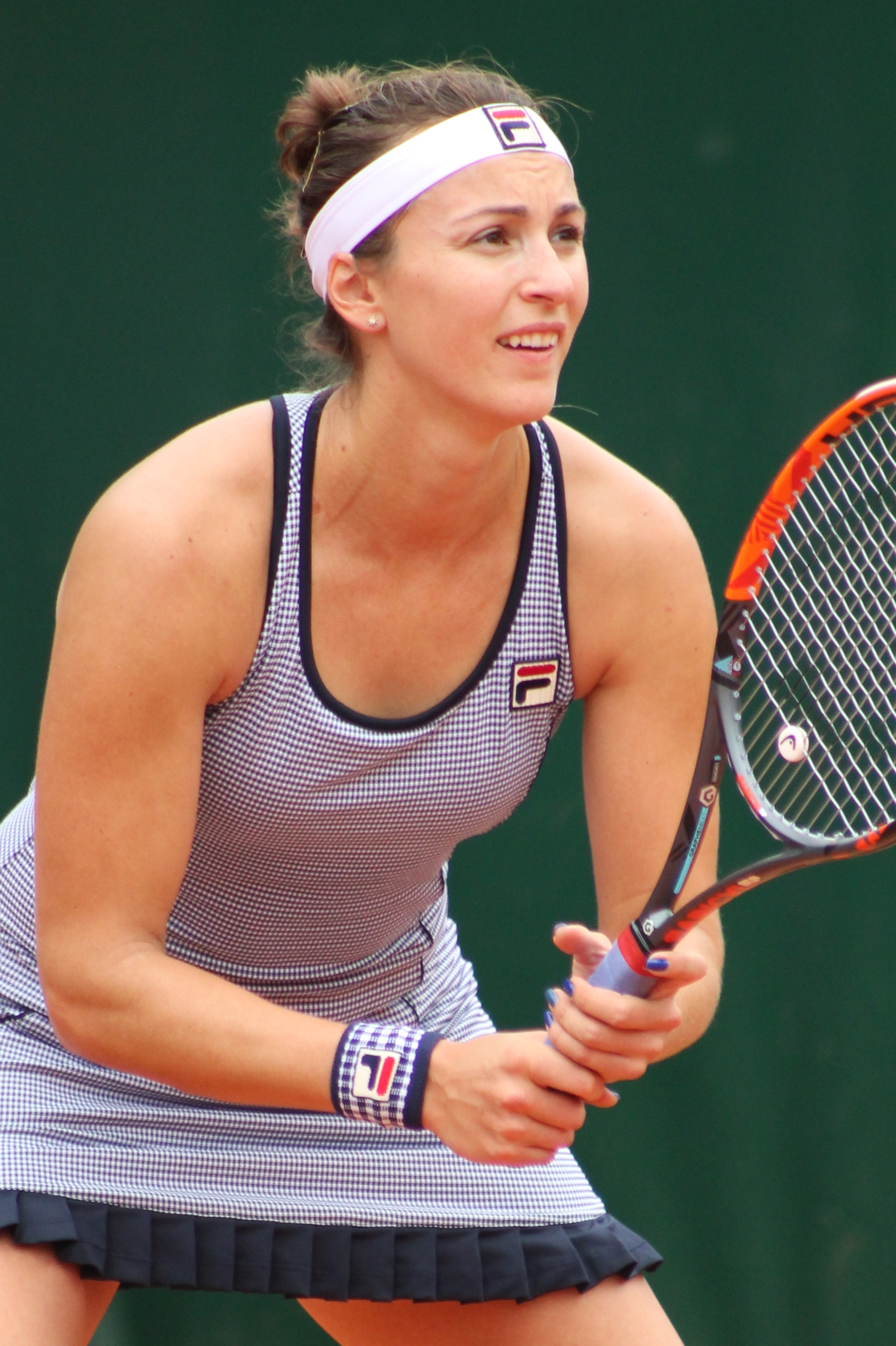
Jaroslava Sjvedova

- Sjvarn (ca. 1230-ca. 1269), Vorst van Galicië-Wolynië
- Sjolom Aronovitsj Sjvarts (1929-1995), Russisch beeldend kunstenaar
- Grigori Sjvedov, Russisch journalist en mensenrechtenverdediger
- Jaroslava Vjatsjeslavovna Sjvedova (1987), Kazachs tennisspeelster van Russische komaf
- Natalia Joelievna Sjvedova (1916-2009), Russisch lexicografe
- Joeri Sjvets (1952), Russisch jurist, journalist en spion

## Sjy
- Natalja Ivanovna Sjykolenko (1964), Wit-Russisch atlete